# Scala dei Turchi

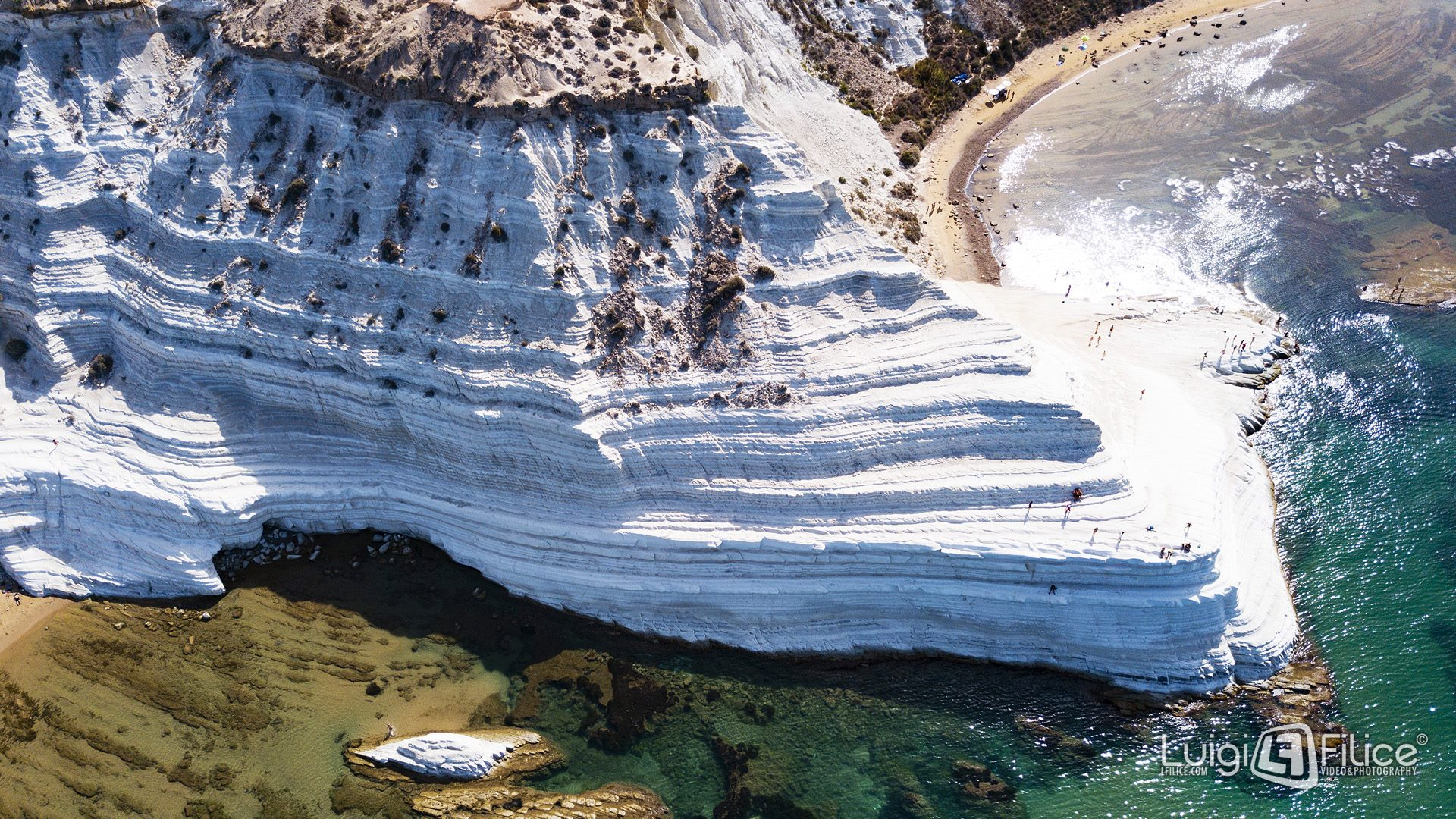
Scala dei Turchi

Die Scala dei Turchi („Treppe der Türken“) ist ein aus Mergel bestehender, monumentaler Felsen nahe der Gemeinde Realmonte im Freien Gemeindekonsortium Agrigent im Süden von Sizilien. Strahlend weiß und an bizarre Stufen erinnernd, ist der Ort zu einer Touristenattraktion geworden. Der zweite Teil des Namens soll auf sarazenische Piraten zurückgehen, die im Volksmund „Türken“ genannt wurden und bei Überfällen ihre Boote im Windschatten des Felsens verankert haben sollen. Einer anderen Theorie zufolge soll der Name auf die Ähnlichkeit der Struktur zu den Formationen in Pamukkale zurückzuführen sein.
Der Ort diente auch als Filmkulisse in Andrea Camilleris Detektivgeschichten um den Commissario Montalbano.

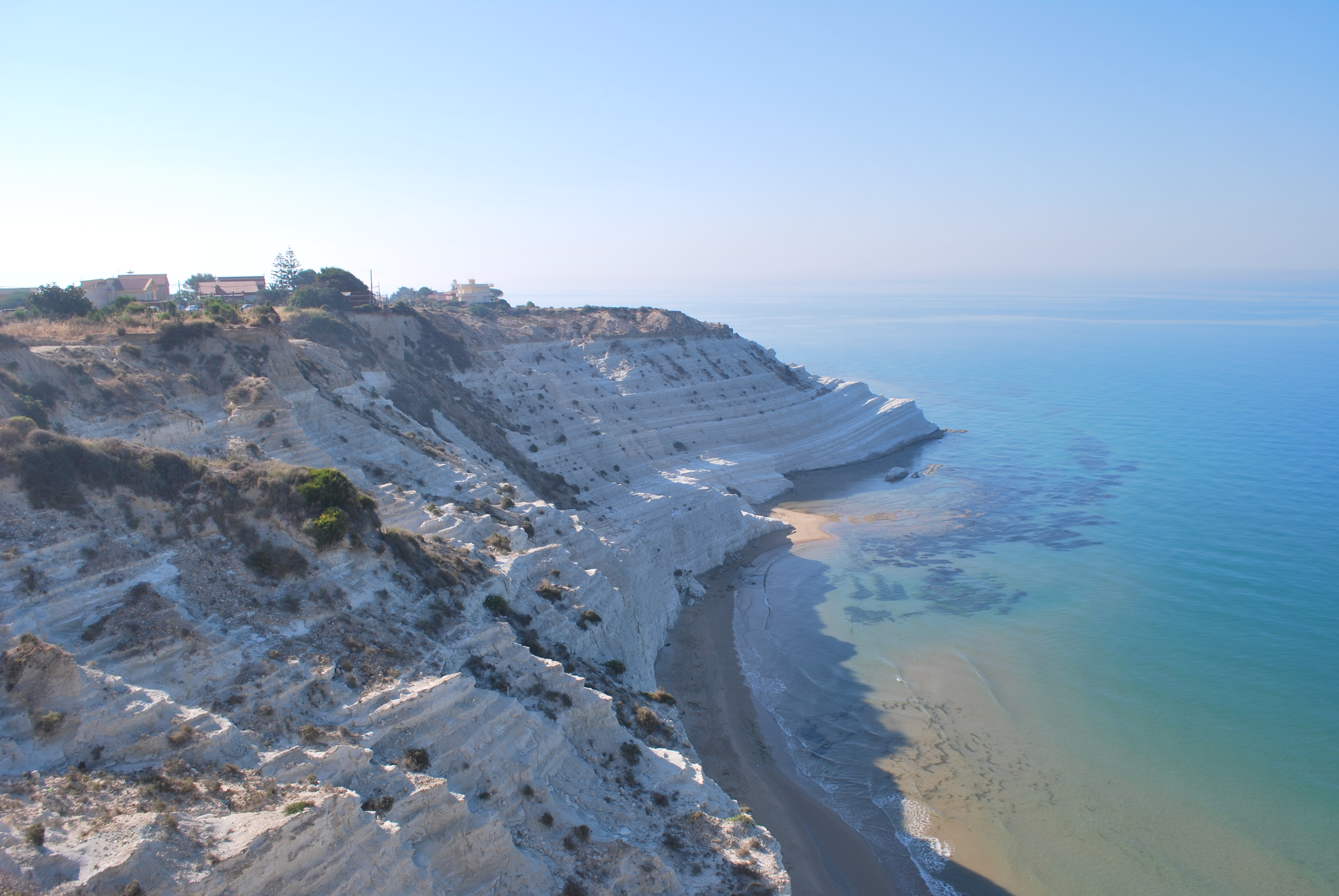
Scala dei Turchi